# وی (فیلم ۲۰۱۴)
وی (به انگلیسی: Viy) در سطح بین‌المللی با عنوان امپراتوری ممنوع و در انگلستان به عنوان پادشاهی ممنوع نیز شناخته می‌شود. یک فیلم سینمایی خیال‌پردازی تاریک محصول سال ۲۰۱۴ است که توسط گروه فیلمسازی روسی و اوکراین ساخته شده و برداشتی آزاد از داستانی به همین نام اثر نیکلای گوگول است. این فیلم در تاریخ ۳۰ ژانویه ۲۰۱۴ در سینماهای روسیه، اوکراین و آذربایجان اکران شد، در ایالات متحده در تاریخ ۲۲ مه ۲۰۱۵ و در انگلستان در ۱ ژوئن ۲۰۱۵ منتشر شد.

## دنباله سازی فیلم
در پی موفقیت این فیلم قسمت دوم در سال ۲۰۱۹ با عنوان وی ۲: سفر به چین منتشر شد. 

## بازیگران
- جیسون فلمینگ در نقش جاناتان گرین
- الکسی چادوف در نقش پتروس
- آنا چورینا در نقش خانم دادلی
- چارلز دنس در نقش لرد دادلی
- آگنیا دیتکوسکیت در نقش نستوشیا
- آناتولی گوشچین در نقش گوروبتز
- ایگور جیجین در نقش دوروش
- الکساندر کارپف در نقش پاناس
- ایوان موخوویکوف در نقش خالیوا
- الکسی اوگورتسف در نقش اسپیرید
- الکسی آ. پتروخین در نقش خما
- نینا روسلانوا در نقش همسر یاوتوخ
- آندری اسمولیاکوف در نقش پیزی
- اولگ تاکتاروف در نقش گریتسکو
- الکساندر یاکولف در نقش کوزوگلازی کازاک
- اولگا زیتسوا در نقش پانوچکا
- والری زولوتوخین در نقش یاوتوخ
- اما چرنا در نقش بابکا گانا